# Heiligdom van Fondo Iozzino
Het Heiligdom van Fondo Iozzino is een heiligdom opgegraven net buiten de muren van de Romeinse stad Pompeï. Het heiligdom werd gebruikt vanaf de 7e eeuw v.C. en binnenin werden enkele standbeelden en aardewerk met Etruskische inscripties gevonden.

## Situering
Het heiligdom lag op een ongeveer 20 meter hoge heuvel tussen de zuidwestelijke hoek van Pompeï en de riviermonding van de Sarno. Het lag op ongeveer 500 meter van de stadspoort Porta Stabia. Net als de rest van Pompeï werd het heiligdom in 79 bedekt door as als gevolg van de uitbarsting van de Vesuvius.

## Beschrijving
Het heiligdom in de vorm van een temenos bestond uit een buitenste rij van blokken kalksteen en een binnenste rij van kleinere blokken tufsteen. Hierbinnen waren podia waarop standbeelden konden geplaatst worden. De binnenste omheining is de oudste en gaat terug tot de stichting van het heiligdom. De buitenste, kalkstenen omheining stamt uit de 3e eeuw v.C.
In de onmiddellijke nabijheid van het heiligdom werden twee meer dan levensgrote standbeelden van vrouwen gevonden, en een kleiner vrouwelijk standbeeld. Deze aardewerken standbeelden dateren uit de 2e eeuw v.C. Een standbeeld werd geïdentificeerd als Aphrodite, een ander mogelijk als Demeter.
Verder werden offergaven gevonden die wijzen op een continu gebruik van het heiligdom van ongeveer 630-620 v.C. tot de eerste of tweede eeuw v.C. De meeste objecten uit aardewerk hadden te maken met het schenken en drinken van wijn (schalen, bekers (kantharos), mengbekers en amforen. Deze objecten zijn van Etruskische, Griekse, Samnitische en Romeinse makelij. Vooral Etruskisch aardewerk (bucchero) is talrijk aanwezig en de inscripties hierop vormen de grootste verzameling inscripties in het Etruskisch gevonden in het zuiden van Italië. Uit de oudste, archaïsche periode (6e eeuw v.C.) werden naast aardewerk ook bronzen en ijzeren wapens gevonden.

## Archeologie
Het heiligdom is genoemd naar een kleine steengroeve die op deze plaats in moderne tijden werd uitgebaat. Een eerste opgraving vond plaats in 1960 nadat resten van het heiligdom waren gevonden bij bouwwerken. Hierbij werd het zuidoostelijk deel van het heiligdom opgegraven en werden de drie standbeelden gevonden. Verdere opgravingen gebeurden in 1992, 2014 en later.